# El Guinardó
El Guinardó est un quartier de la ville de Barcelone, en Espagne, appartenant au district de Horta-Guinardó. 

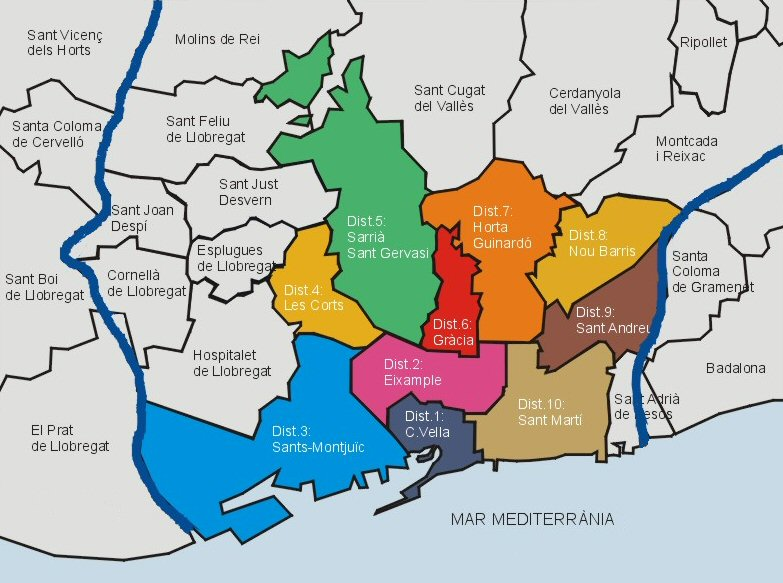
Localisation de Guinardó, qui se trouverait dans la partie sud du district no 7.

Le quartier d'El Guinardó est situé dans l'ancienne commune de Sant Martí de Provençals, à la frontière de Horta (avec laquelle il partageait quelques terres) et de Gràcia,  et s'étend sur le versant oriental du mont Carmel. Jusqu'aux dernières décennies du XIXe siècle, la zone est occupée par des champs, des carrières (l'actuel secteur de Can Baró), des pâturages et des fermes, dont Mas Guinardó, qui a donné son nom au quartier, Mas Viladomat, Mas Casanoves, Mas Vintró et Torre dels Pardals.

## Histoire
L'aménagement des terrains du Mas Guinardó et du Mas Viladomat a commencé en 1896. Le premier est situé sur la place Salvador Riera, près de la Rambla de Volart, qui s'étend de l'Avinguda Sant Antoni Maria Claret à l'Avinguda de la Mare de Déu de Montserrat et constitue l'un des axes du quartier. La seconde se trouvait à l'angle de l'Avinguda de Sant Antoni Maria Claret et de la Rambla de Volart, et les deux maisons appartenaient à Salvador Riera, qui a tracé les premiers terrains du futur quartier (bien que de petites maisons de loisirs aient déjà été construites auparavant).
Il convient également de mentionner Can Girapell (démolie en 2005 pour construire des logements sociaux), Can Miralletes (où se trouve actuellement le lycée Moisés Broggi), la Tour Garcini (qui abrite la bibliothèque de Ramon d'Alòs-Moner, grand érudit et bibliophile), Can Mascaró (où se trouve actuellement une école d'éducation spécialisée), Can Ferrer et Mas Casanoves. En 1906, Mas Guinardó ou Can Guinardó (qui, selon la tradition, est habité au XVIIe siècle par Juan de Austria, qui reçut les conseillers de Barcelone en 1652) devint l'entité culturelle et récréative la plus représentative du quartier, qui publia La Rambla del Guinardó (1931) et qui a survécu, avec des hauts et des bas, jusqu'à aujourd'hui.
Dans les années 1930, il est déjà habité par de nombreuses familles de la classe moyenne (la petite maison et le potager) et jusqu'aux années 1950, comme les autres quartiers de la vallée de l'Horta, il a continué à être un quartier de paysans, d'artisans, d'agriculteurs, de vacanciers et de rentiers. La situation privilégiée du quartier en a fait la cible privilégiée de la spéculation et la fièvre de la construction a complètement changé sa physionomie en tant que quartier. La croissance initiale a eu lieu entre le Mas Guinardó et la route de Horta ; les routes importantes sont le périphérique de Guinardó (qui est définitivement ouvert du Carrer de Cartagena au Passeig de Maragall à la fin du mois de mars 1999), l'Avinguda de la Mare de Déu de Montserrat (ouverte en 1913), qui se connecte à Gràcia, et le Passeig de Maragall (1911), la frontière avec Sant Andreu del Palomar.
Le rythme de construction à partir des années 1960, avec des immeubles qui ont densifié le secteur de manière extraordinaire et favorisé l'arrivée d'immigrants, a laissé relativement peu d'espaces verts. Le parc du Guinardó, dans la zone vallonnée entre Horta et Gracia, propriété municipale depuis 1910, abrite des jardins conçus par Forestier (1916) et Rubio i Tudurí (1920), et le parc des Aigües, entre la rue des Camélias et la Ronda del Guinardó, avec quelques petites places comme Maragall et La Catalana, et les jardins de Frederica Montseny, qui sont ouverts au public en 1999.
La vie associative est intense. Avant 1939, il existait diverses entités liées aux partis et tendances politiques et à l'Ateneu Català del Guinardó. Dans l'après-guerre, le Círculo Católico, un centre scout, les Joves Amics del Guinardó, le Casal Calassanç, le Grup Torxa, le Centre de Cultura Joan Maragall, le Centre de Cultura Popular Montserrat et la Cooperativa Cultural Rocaguinarda ont vu le jour. Les infrastructures de santé s'étendent au-delà du quartier (Hôpital de la Sainte Cruz et San Pablo, Clinique de l'Alliance ou maison de Repos San Camilo). Le centre civique Guinardó, situé sur les terrains du Torrent d'en Melis, est le premier de Barcelone. Il a ouvert ses portes en 1982, lorsque Narcís Serra est maire de la ville.
Guinardó reste un quartier sans industrie et conserve un caractère résidentiel. Des personnes d'une certaine popularité y ont vécu, comme le leader anarchiste Federico Urales (Joan Montseny),le poète et dramaturge Joan Brossa. Après la guerre de 1936-1939, plusieurs écoles publiques et de prestigieuses écoles municipales sont créées, comme l'Escola del Bosc, dirigée par Dolors Palau, disciple de Rose Sensat. L'Escola del Mar est déplacée à Guinardó lorsque les pavillons qu'elle occupait à la Barceloneta sont bombardés pendant la guerre.

## Démographie
El Guinardó compte 35 679 habitants, en étant le plus peuplé des onze quartiers du district de Horta-Guinardó.

## Culture

### Lettres
Juan Marsé, romancier lauréat du prix Cervantes en 2008, situe une grande partie de son univers littéraire dans ce quartier, où il est né et a passé son enfance.

### Architecture
Les tunnels de la Rovira, œuvres de l'architecte Beth Galí, sont un point de communication routier important du quartier.

### Mémoire
Le Turó de la Rovira, haut lieu de la guerre d'Espagne, se situe dans le quartier.

### Espaces verts
Le parc de la Creueta del Coll,.